# Université d'État de Soumy
L’université d'État de Soumy est une université publique de Soumy (Ukraine) créée en 1948, devenue autonome en 1993.